# Södergatan, Stockholm
| Södergatan norrut från Högbergsgatan 1964 (vänster) och 1989 (höger). |  | Södergatan norrut från Högbergsgatan 1964 (vänster) och 1989 (höger). |
| Södergatan norrut från Högbergsgatan 1964 (vänster) och 1989 (höger). |  |                                                                       |

Södergatan var en huvudtrafikled på Södermalm i Stockholm som började anläggas 1937 och öppnades 1945 för trafiken. Den ersattes 1984 av Söderleden och Söderledstunneln. 

## Historik

### Planeringen

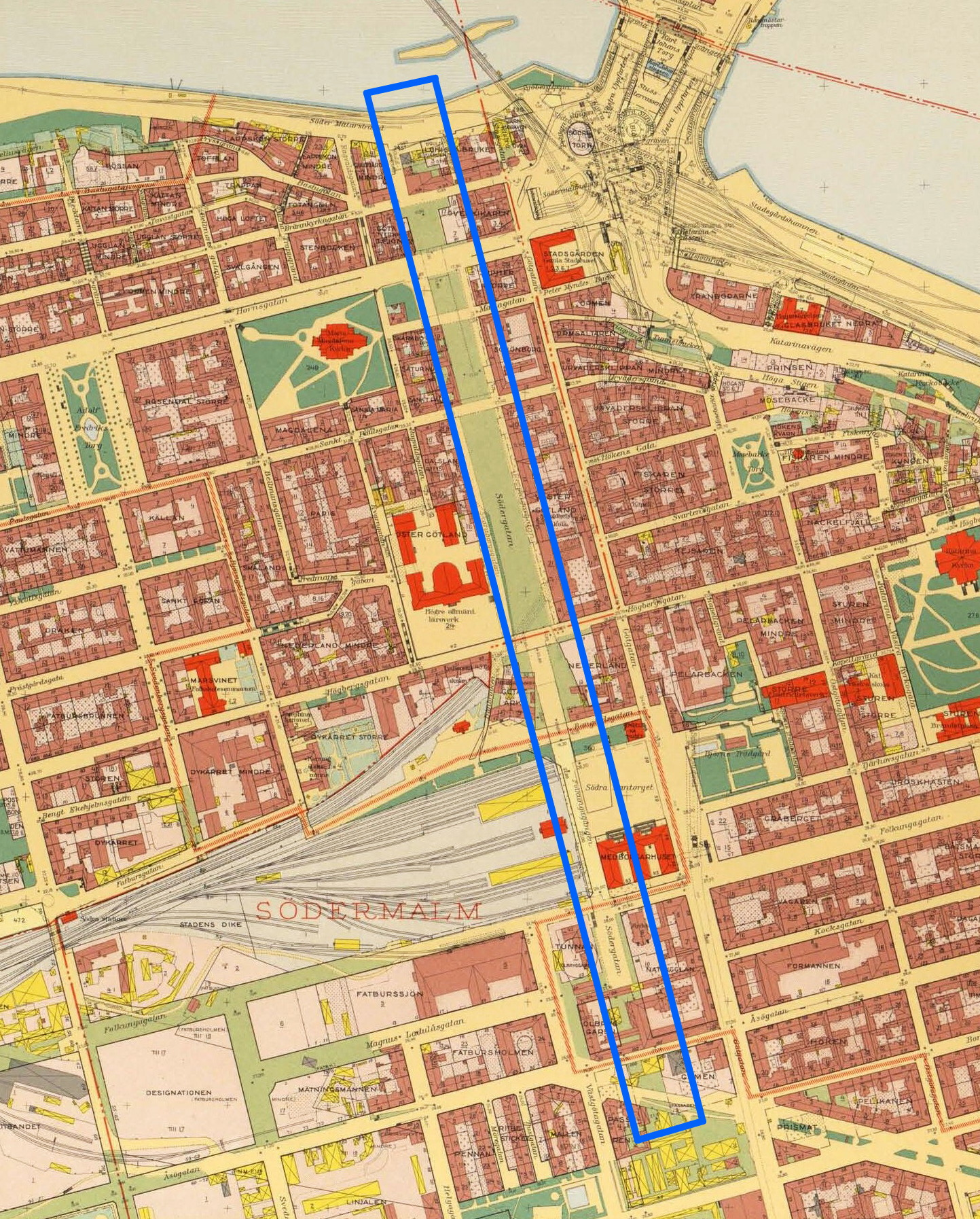
Del av 1940 års karta över Stockholm som visar området för den då redan påbörjade Södergatan (i blå ram). På kartan saknas redan de flesta av de byggnader som revs.

I början av 1930-talet planerades Södergatan som en nord-sydgående huvudtrafikled (se Stockholms nord-sydaxel) som skulle avlasta Götgatan. Götgatan med sin smala backe i norra delen hade blivit helt otillräcklig att svälja all trafik som hade vuxit kraftigt på grund av de nya södra förorterna. Trafiken i "Götgatsbacken" hade fördubblats mellan 1925 och 1935. Huvudalternativet för Södergatan (till en början kallad Södra Kungsgatan) var en sträckning parallellt med Götgatan, motsvarande en kvartersbredd mot väster. 
I norra delen skulle den bryta igenom höjdpartiet vid Hornsgatan och ansluta i en framtid till en bro över Söderström. Det diskuterades även en delsträckning i en 500 meter lång tunnel, “boende och arbetande skulle befrias från en stor genomgångstrafiks buller, damm och rök“.  Men tunnelalternativet segrade inte och 1936 beslöts att trafikleden skulle anläggas i ett öppet dike mellan Södra Bantorget (numera Medborgarplatsen) och området kring Brännkyrkagatan. 1937 började arbeten och samma år föreslog Namnberedningen att den nya trafikleden skulle heta “Södergatan”.
På liknande sätt som Kungsgatan på Norrmalm under 1910-talet drogs fram i ett djupt dike genom Brunkebergsåsen, schaktades “Södra Kungsgatan” fram i ett 10 meter djupt och 33 meter brett dike genom gamla kvarter och bebyggelse. Två gator; Repslagargatan och Skaraborgsgatan försvann som gatunamn enligt namnberedningens förslag 1947, trots att gatorna fanns kvar. Kvarteret Göta ark försvann komplett och Högbergsgatan, Sankt Paulsgatan samt Hornsgatan fördes via broar över Södergatan.  
Tanken var även att den breda trafikleden skulle kantas åtminstone på östra sidan av kontorslängor. Vid utbrottet av andra världskriget 1939 var byggarbetena ännu inte slutförda och drevs i förminskad takt under krigsåren. Först 1945 öppnades delar av Södergatan för trafik som var i norr förbunden till Slussen dels via ramper upp till Hornsgatan, dels via östligaste delen av Brännkyrkagatan. Som framgår av en karta från 1940 var det meningen att koppla gatan i söder till Katarina bangata, vilket även skedde under kortare tid. När Skatteskrapan byggdes spärrades denna väg och istället fördes trafiken  till Götgatan via Folkungagatan respektive Skånegatan. På 1950-talet revs ytterligare några hus i kvarteret Överkikaren och 1959 kunde Södergatan kopplas till det nyöppnade södra avsnittet av Centralbron.
År 1967 kom Generalplaneberedningens stadsplaneförslag för Södermalm, Söder 67. Där föreslogs att Hornsgatan skulle bli till en huvudtrafikled i öst-väst riktning som anslöts via en stor trafikapparat till den nord-sydgående Södergatan. En enorm planskild korsning var tänkt att uppföras direkt öster om Maria kyrka.

### Historiska bilder

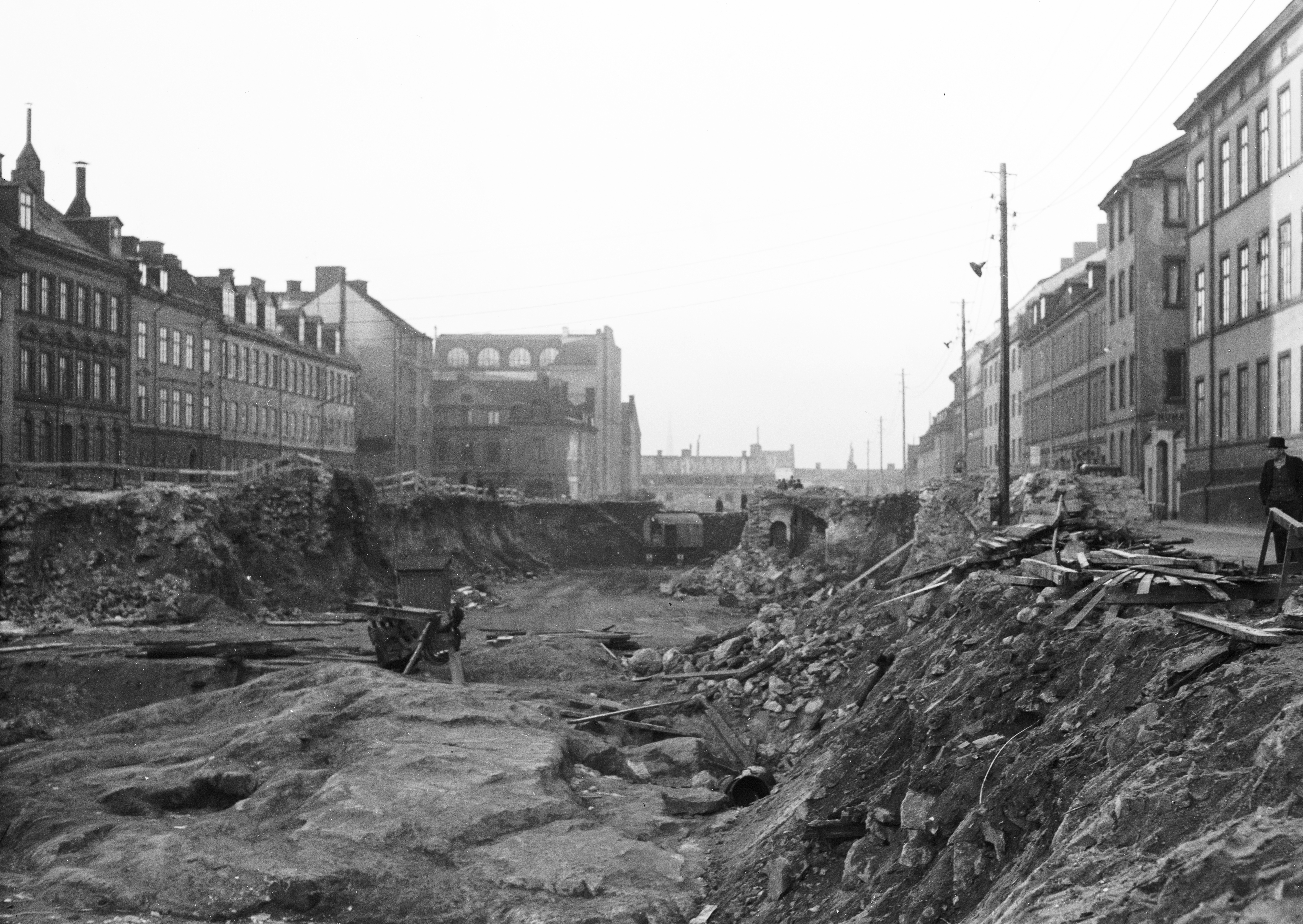
Rivning av kvarteret Göta ark, vy mot norr, 1939.
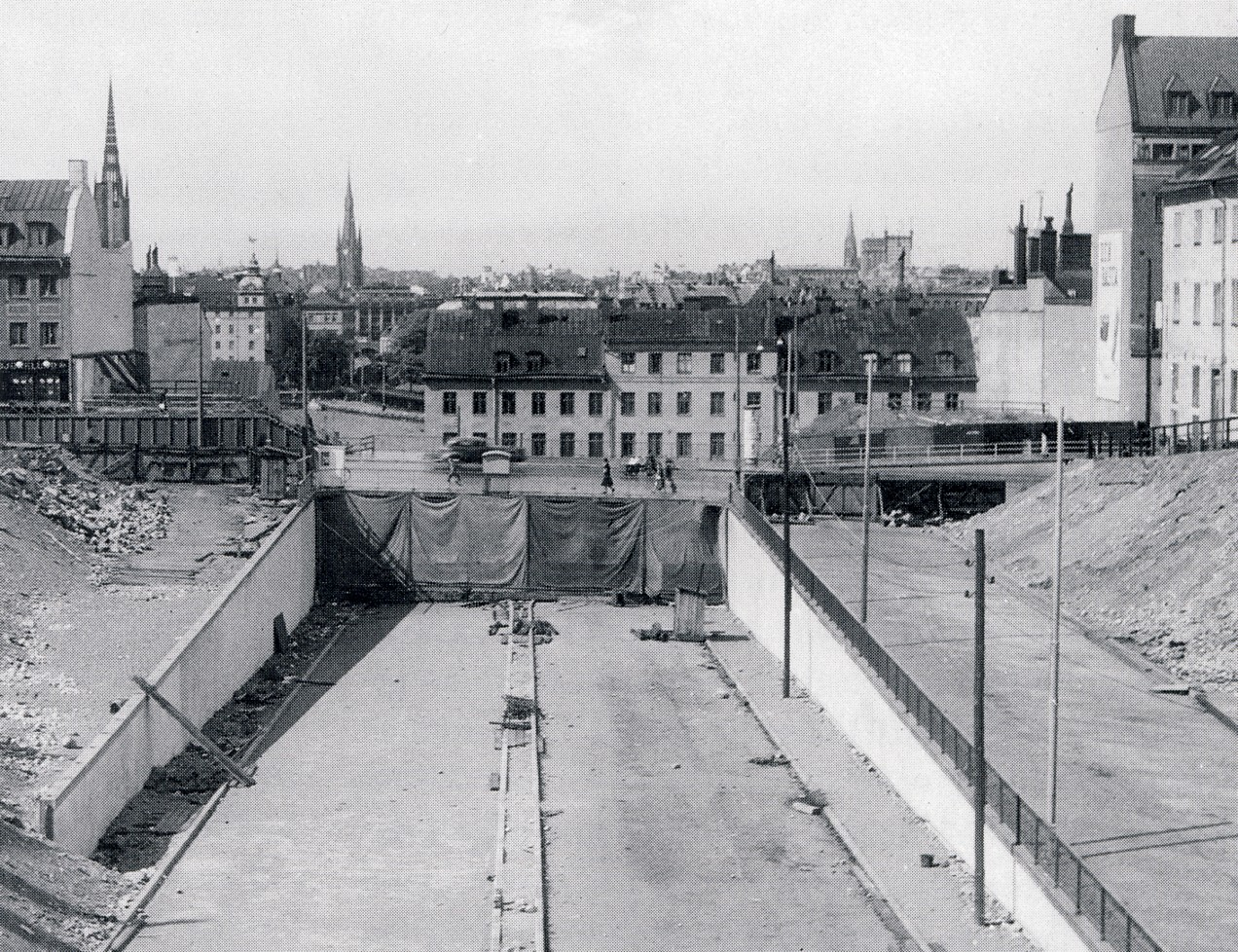
Södergatan mot norr, slutet vid Hornsgatan, ca 1940.
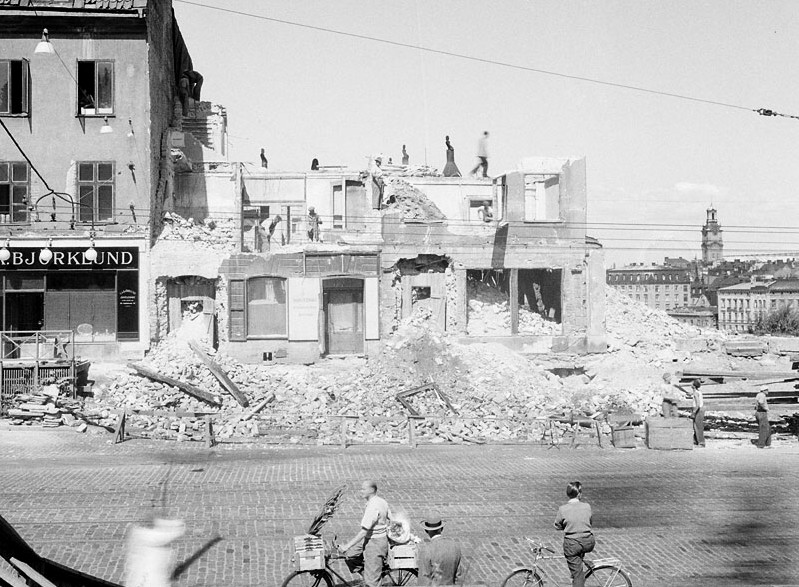
Rivningar i kvarteret Överkikaren 1950.
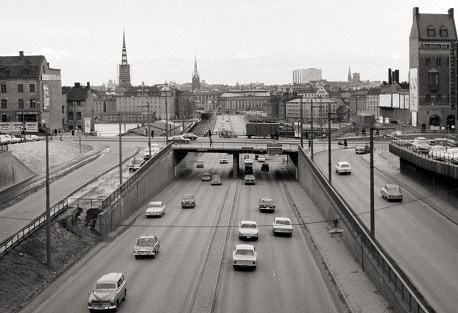
Södergatan mot norr 1968.
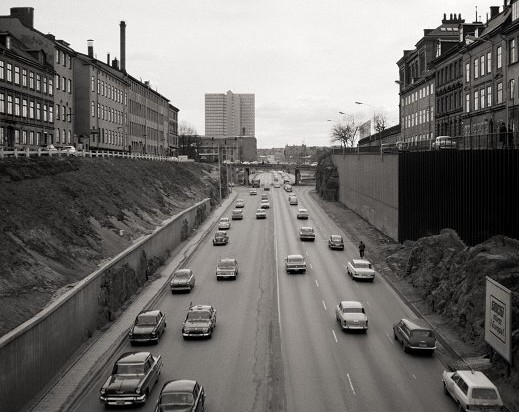
Södergatan mot söder 1968.

### Djupt dike och överdäckning

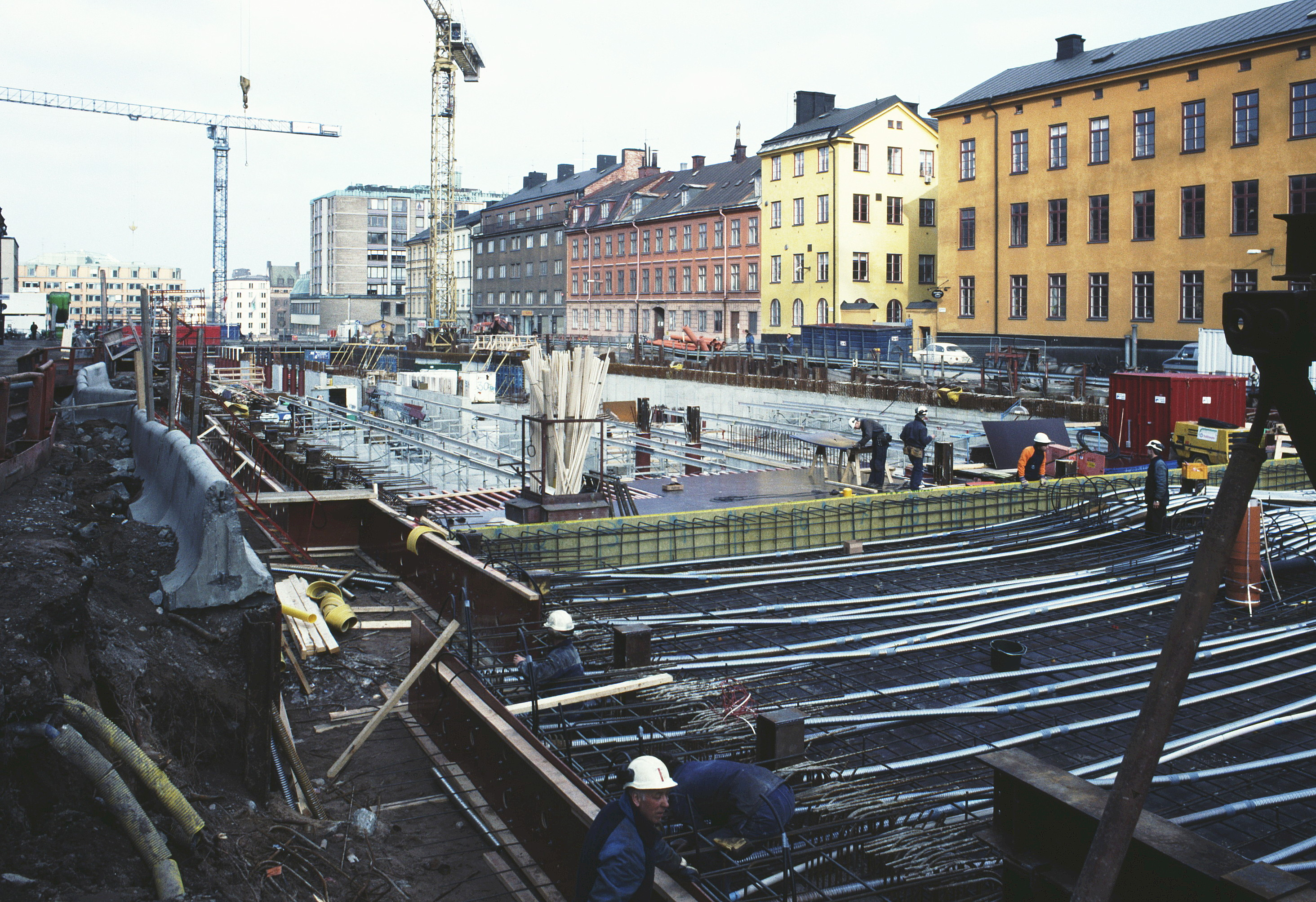
Södergatan, överdäckning 1991.

Under många decennier var Södergatan ett hål i stadsbilden med sina osammanhängande slänter, stödmurar och stålspont. Diket kallades ibland skämtsamt för “Vättern”, eftersom det ligger mellan kvarteren Östergötland och Västergötland. Först med invigningen av Söderleden respektive Söderledstunneln försvann diket och stadskvarteren på tunneln kunde återställas. 
Redan 1978 återupplivades gatunamnen Repslagargatan och Skaraborgsgatan, medan Södergatan som namn levde kvar till 1984. Ovanpå tunneln återskapades två nya kvarter, Noe ark och Skaraborg, som motsvarade det tidigare Göta ark. En detaljplan för området vann laga kraft 1988. Därefter började överdäckningen av Södergatan och på den nyvunna tomten uppfördes en småskalig stadsbebyggelse efter ritningar av Riksbyggens arkitektavdelning.